# 엑서터 공작 토머스 보퍼트

엑서터 공작 토머스 보퍼트의 문장

엑서터 공작 토머스 보퍼트(Thomas Beaufort, Duke of Exeter, 1377년 ~ 1426년 12월 31일)는 백년 전쟁 시기 잉글랜드의 군사령관이자 한때 대법관을 지낸 인물이다.

## 생애
토머스는 랭커스터 공작 존 오브 곤트(John of Gaunt, Duke of Lancaster)와 애첩 캐서린 스윈포드(Katherine Swynford) 사이에서 태어난 4명의 아이들 중 셋째였다. 처음 캐서린 스윈포드의 아이들은 적출로 인정하지 않았으나, 사실상 1390년, 정식으로는 1397년 적출로 인정받았다.
이후 계승을 통해 1399년 배다른 어머니의 형 헨리 4세가 즉위하자 다음해인 1400년 가터 훈장을 받았다. 그 후 그는 여러 차례 군사 경력을 쌓았다:러들로성 장관(constable of Ludlow;1402년), 북부방면함대 제독(1403년), 칼레(Calais) 주둔군 사령관(1407년), 북부 및 서부방면 해역제독(1408년 혹은 1409년). 이 10년 동안 그의 가장 최고의 임무는 1405년 북방의 반란에 대한 토벌군의 지휘를 맡은 일이었다.
1410년 1월 31일 헨리 4세의 건강문제의 악화로 인해 아들 헨리(훗날 헨리 5세)가 실질적인 정권을 맡았고, 토머스는 잉글랜드 수상에 해당하는 대법관에 취임했다. 이 임무는 1412년 1월 5일 끝났고, 다시 군사업무로 돌아갔다. 이후 1412년 도싯 백작(Earl of Dorset)에 임명되었다.
1413년 헨리 5세가 즉위하자 토머스는 아키텐(Aquitaine) 지방의 대리관리로 임명되었고, 1415년 함락시킨 아르플뢰르(Harfleur)의 주둔군 사령관도 역임했다. 다음해 1416년 노르망디 지방의 대리관리로써 노르망디에서 시간을 보냈다. 같은해 엑서터 공작에 서임되었다.
1417년 국왕이 노르망디에 있는 동안, 토머스는 스코틀랜드 문제를 해결하기 위해 잉글랜드로 귀국했다. 1418년 토머스는 대군을 이끌고 노르망디로 돌아왔고, 에브뢰(Evreux), 이브리(Ivry), 루앙(Rouen)의 공성전에 참가했다. 1419년 루앙이 함락되자 토머스는 루앙의 관리로 취임하고 많은 주변 여러 도시를 정복했다. 머지막으로 1419년 토머스는 루앙과 파리의 중간에 있던 중요한 요새인 샤토 가야르(Chateau-Gaillard)를 6개월간의 공성전 끝에 탈취했다.
그 사이 헨리 5세는 획득한 노르망디 지방에 잉글랜드 귀족을 봉작(封爵)하는 정책을 추진해 1418년 토머스는 아르쿠르 백작(Count of Harcourt)에 임명되었다.
1420년 그는 트루아 조약 체결을 위해 교섭에 나섰다. 1421년 그는 조카 클래런스 공작 1세 랭커스터의 토머스(Thomas of Lancaster, 1st Duke of Clarence)가 살해된 보제 전투(Battle of Baugé)에서 포로가 되었다. 그러나 토머스는 급사한 헨리 5세의 유언 집행인 중 한 명이었기 때문에 1422년 잉글랜드로 돌아왔다.
그이후 때때로 프랑스에서 시간을 보내는것을 제외하고는 토머스는 어린왕 헨리 6세를 보좌하는 통치평의회에서 근무했다.
토머스는 마가렛 네빌(Margaret Neville)이란 여성과 결혼했다. 이때 네빌의 성을 갖고 있는 인물은 왕궁에 넘쳤으나, 그녀는 이들 사람들과는 달리 호너비(Horneby)의 토머스 네빌 경(Sir Thomas Neville)의 딸이었다. 그들 사이에는 1명의 자식만이 태어났다. 헨리 보퍼트란 이름을 가진 이 아이는 어릴때 사망했다.
윌리엄 셰익스피어가 지은 《헨리 5세》에 등장하는 엑서터 공작은 토머스를 토대로 한 것이지만, 실제로 토머스는 아쟁쿠르 전투 이후에 엑서터 공작의 작위를 받았다.

## 참조
- Powicke, F. Maurice and E. B. Fryde Handbook of British Chronology 2nd. ed. London:Royal Historical Society 1961